# Nahapetawan
Nahapetawan – wieś w Armenii, w prowincji Szirak. W 2011 roku liczyła 1040 mieszkańców.